# Carbognano
Carbognano település Olaszországban, Viterbo megyében. Lakosainak száma 1940 fő (2023. január 1.). Carbognano Caprarola, Fabrica di Roma, Nepi és Vallerano községekkel határos.

## Népesség
A település népessége az elmúlt években az alábbi módon változott:
| Lakosok száma | 1988 | 1976 | 1940 |
|               | 2017 | 2018 | 2023 |